# N'Gassola
N'Gassola is een gemeente (commune) in de regio Ségou in Mali. De gemeente telt 5700 inwoners (2009).